# Cô bé Igraine không biết sợ
Cô bé Igraine không biết sợ (Tiếng Đức: Igraine Ohnefurcht) là cuốn tiểu thuyết giả tưởng dành cho trẻ em của Cornelia Funke.

## Cốt truyện
Cô bé Igraine sống trong lâu đài Bibernell cũ kỹ với gia đình cô. Cha cô, Nam tước Lamorak và quý bà Melisande, mẹ cô cùng anh trai Albert là những người rất giỏi pháp thuật. Họ biết sử dụng phép thuật được là do vô vàn câu thần chú chứa đựng trong những cuốn sách ma thuật biết hát và luỹ thành bao năm cũng được bảo vệ là nhờ đó. Dù vậy như Igraine lại không hứng thú với trò phù phép này, cô bé luôn mơ được làm hiệp sĩ với những trận so gươm đọ kiếm trong cuộc thi của nhà vua và những con rồng tội nghiệp chờ người cứu mạng như cụ tổ của cô - cụ Pelleas von Bibernell.
Vào ngày sinh nhật thứ 12 của cô, cha mẹ Igraine đã phù phép để tạo nên món quà sinh nhật cho cô bé- một bộ áo giáp tuỵệt đẹp. Nhưng vì một sơ suất trong quá trình làm phép, họ bị biến thành lợn và không thể trở lại nguyên hình bởi đã hết nguyên liệu làm phép. Vấn đề còn tồi tệ hơn khi tên "Gilgalad Tham lam" (đứa cháu độc ác của nữ bá tước lâu đài Đá Âm U) dẫn đạo quân của hắn tới tấn công lâu đài Bibernell bởi muốn lấy đi những sách ma thuật biết hát. Hắn ta muốn dùng chúng để lật đổ nhà vua. Igraine và Albert phải tìm cách để bảo vệ lâu đài trước cuộc bao vây của Gilgalad trong khi vẫn giữ bí mật cho cha mẹ. Albert với sự giúp đỡ của sách thần sẽ thay cha mẹ chống cự bọn Gilgalad và Igraine nhận nhiệm vụ đi tìm kiếm món "tóc khổng lồ" của chàng khổng lồ Galeff để phục hồi cho cha mẹ trở lại hình dáng cũ con người.
Cô bé đã tìm thấy món tóc và gặp được chàng Hiệp sĩ Buồn Rầu của Núi Nước Mắt, người không chỉ đồng ý giúp đưa cô trở về nhà mà còn giảng dạy cho Igraine các quy tắc của tinh thần hiệp sĩ. Hiệp sĩ cho biết sở dĩ anh có tên như vậy là do tên Rowan Không Tim- tên kỵ sĩ luôn mặc bộ giáp đầy gai, kẻ đã dùng phép thuật để đánh bại anh ba lần và hiện đang là tay sai đắc lực của Gilgalad. Khi trở về lũy thành, bằng bộ cánh rồng tàng hình do cụ tổ để lại, Igraine đã lẻn vào doanh trại của chúng và phá vỡ phép thuật trên cây giáo của Rowan Không Tim. Khi Hiệp sĩ Buồn Rầu thách đấu, hắn cùng đám quân của Gilgalad đã thảm bại. Cuối cùng, cha mẹ Igraine đã trở lại hình hài ban đầu và lâu đài của họ thoát khỏi sự bao vây.

## Nhân vật

Bìa ấn bản tiếng Anh của cuốn Cô bé Igraine không biết sợ

- Igraine: Cô bé dũng cảm của luỹ thành Bibernell, say mê làm hiệp sĩ và đã bảo vệ được Bibernell trước "Gilgalad Tham lam".
- Sisifus: Con mèo biết nói của Igraine
- Albert: Anh trai Igraine, cậu bé phù thủy dũng cảm không kém em gái. Cậu ta có cả một bày chuột thú cưng. Albert phù phép rất giỏi chỉ trừ việc cậu luôn chỉ biến được ra bánh quy khô khốc và trứng màu xanh cho bữa sáng.
- Nam tước Lamorak và quý bà Melisande: cha mẹ của Albert và Igraine, chủ nhân của lũy thành Bibernell
- Betram: Người dạy ngựa ở lâu đài Đá Âm U. Chính chú là người đã cảnh báo cho gia đình Igraine khi gã Gilgalad tấn công dù biết mình sẽ bị Gilgalad phát hiện và giam cầm.
- Hiệp sĩ buồn rầu: Trước đây mọi người gọi anh là Urban Mùa Đông Xanh- hiệp sĩ bảo vệ danh dự của ba quý cô xinh đẹp. Nhưng sau khi bị tên Rowan Không Tim đánh bại (nhờ phép thuật của Gilgalad), anh trở về Núi Nước Mắt và đổi tên thành Hiệp sĩ Buồn Rầu. Anh chính là người đã bảo vệ an toàn cho Igraine trở về Bibernell và cùng sát cánh bên họ để bảo vệ lũy thành.
- Gilgalad Tham Lam: đứa cháu của nữ bá tước lâu đài Đá Âm U- kẻ đã giam cô mình lại để dễ dàng tấn công lũy thành Bibernell, cướp đi những cuốn sách thần quý giá nhưng âm mưu của hắn đã bị Igraine chặn đứng
- Rowan Không Tim: tay sai của Gilgalad, hắn luôn khoác lên mình bộ áo giáp đầy gai. Albert và chú Betram gọi hắn ta là "Gai Nhọn"
- Garleff: chàng khổng lồ có bộ tóc màu đỏ